# Anastazy Bitdorf
Anastazy Bitdorf lub Bittdorf (ur. 28 lutego 1840 w Łodzi, zm. 26 czerwca 1900, tamże) – farbiarz, uczestnik powstania styczniowego, setnik kosynierów.

## Życiorys
Bitdorf pochodził z niemieckiej, katolickiej rodziny trudniącej się farbiarstwem, która w XVIII w. przybyła do Tomaszowa Mazowieckiego. Ukończył Łódzką Szkołę Realną. Był organizatorem ruchu powstańczego w Łodzi w trakcie powstania styczniowego, a także setnikiem kosynierów w oddziale Józefa Sawickiego w bitwie pod Dobrą 24 lutego 1863, w trakcie której został ciężko ranny, a następnie zesłany na Syberię za udział w powstaniu. W 1892 był współzałożycielem Towarzystwa Śpiewaczego „Lutnia” w Łodzi m.in. wraz z Fryderykiem Sellinem, Leonem Gajewiczem i Bronisławem Wilkoszewskim. Po powrocie z zesłania prowadził własną farbiarnię przy ul. Ogrodowej w Łodzi. Spoczywa na Starym Cmentarzu w Łodzi (lokalizacja 10A-1-4).
Jego imieniem nazwano jedną z ulic Łodzi.

### Życie prywatne
Był synem Antoniego Bitdorfa – radnego miasta Łodzi, ławnika miejskiego, pełniącego funkcję starszego w cechu szewców, właściciela browaru.

### Order Virtuti Militari
Według informacji podanych na stronie Muzeum Miasta Łodzi powstańcy przyznali Bitdorfowi order Virtuti Militari "w wariancie przyznawanym do 1831", a sam order znajduje się w zbiorach Muzeum. Wg innych źródeł ojciec Anastazego prawdopodobnie brał udział w powstaniu listopadowym, a "w rodzinnych pamiątkach z pietyzmem przechowywano srebrny krzyż Virtuti Militari".